# 超高清蓝光光碟
超高清蓝光光碟（Ultra HD Blu-ray）是改良型藍光光碟的數碼光盘数据存储格式。超高清蓝光光碟的碟片尺寸規格雖与传统的CD、DVD及傳統的蓝光光碟相同，並且採用和傳統藍光碟相似的碟片和光頭。但影音的格式有出入而專用的播放器的軟硬體不兼容，需使用支援讀取超高清蓝光光碟播放器才可播放，而以新的格式可以用和傳統藍光相同容量下，播放更高清晰度的影片或延長播放時間(接近超高畫質電視)。超高清蓝光光碟支持4KUHD（分辨率：3840×2160）视频，帧速率高达每秒60帧，使用高效率视频编码（H.265）进行编码。透过採用BT.2020色域和將色彩深度增加到10-bit，超高畫質藍光光碟比上一代藍光光碟擁有更寬廣的色域。同時超高畫質藍光光碟還支援高動態範圍成像（HDR），意味著在視訊細節處和高對比度的場景，有著更高的解析度。
先鋒公司於2017年2月在日本推出BDR-S11J，為第一款可於個人電腦使用的超高清蓝光光碟機。但因為所用的碟片和固有藍光碟相同，即無所謂的Ultra HD Blu-ray-rom。新的藍光燒錄器的用意是在於可以在電腦上，用類似超清電視的大螢幕播放超高清蓝光光碟，並支援某些使用類似超清電視的遊戲或軟體的影像。
因為本類影碟是配合面積很大和專用的4K解析度電視機或電腦螢幕，并應當有獨立的高傳真(HI-FI)音響輸出，原則可以在家庭使用接近電影院的影音享受。但是因為各國電視台不熱衷發展超清電視，如果大電視機或螢幕僅用來看傳統高清電視，對一般觀眾意義不大還要浪費空間。所以本類影碟并不像是要普及大眾化的巿場，而較像適合家庭影院的玩家巿場的較小路產品，普及率遠比傳統藍光碟低。

## 规格
该规范允许三种容量，每种容量支持不同的数据速率：50GB为72或92Mbit/s，66GB和100GB为92，123，或144Mbit/s。 超高清蓝光光碟技术在2015年中期获得许可，使用AACS DRM，AACS 2 的新版本，AACS 2.1也被用在特定的发行版中（Stand by Me, Fury, The patriot, Zombieland)。
2015年5月12日，蓝光光碟联盟公布了完整的规格和官方的超高清蓝光标识。与传统的DVD和蓝光不同，新的超高清蓝光光碟没有区域限制。
在2016年3月1日，蓝光光碟联盟发布了超高清蓝光光碟标准，强制性支持HDR10 ，并可选择支持Dolby Vision。